# Neogene corumbensis
Neogene corumbensis är en fjärilsart som beskrevs av Clark 1922. Neogene corumbensis ingår i släktet Neogene och familjen svärmare. Inga underarter finns listade i Catalogue of Life.